# محمود خليل فلفل
محمود خلـيل هو لاعب كرة يد مصري، ولد في 1 يونيو 1991. يلعب لصالح نادي الزمالك، لعب سابقًا مع فريق الجيش لكرة اليد ‏.

## وصلات خارجية
- محمود خليل فلفل على موقع أوليمبيديا (الإنجليزية)